# アンジラン駅
座標: 北緯35度50分21.1秒 東経128度34分26.0秒 / 北緯35.839194度 東経128.573889度
アンジラン駅（アンジランえき）は、大韓民国大邱広域市南区にある大邱交通公社1号線の駅である。駅番号は 125。
表記は[안지랑](アンジラン)であるが[ㅈ]が硬音化して実際に現地ではほとんどの人が[안찌랑](アンチラン)と発音する。それでも車内放送は[안지랑](アンジラン)と発音する。

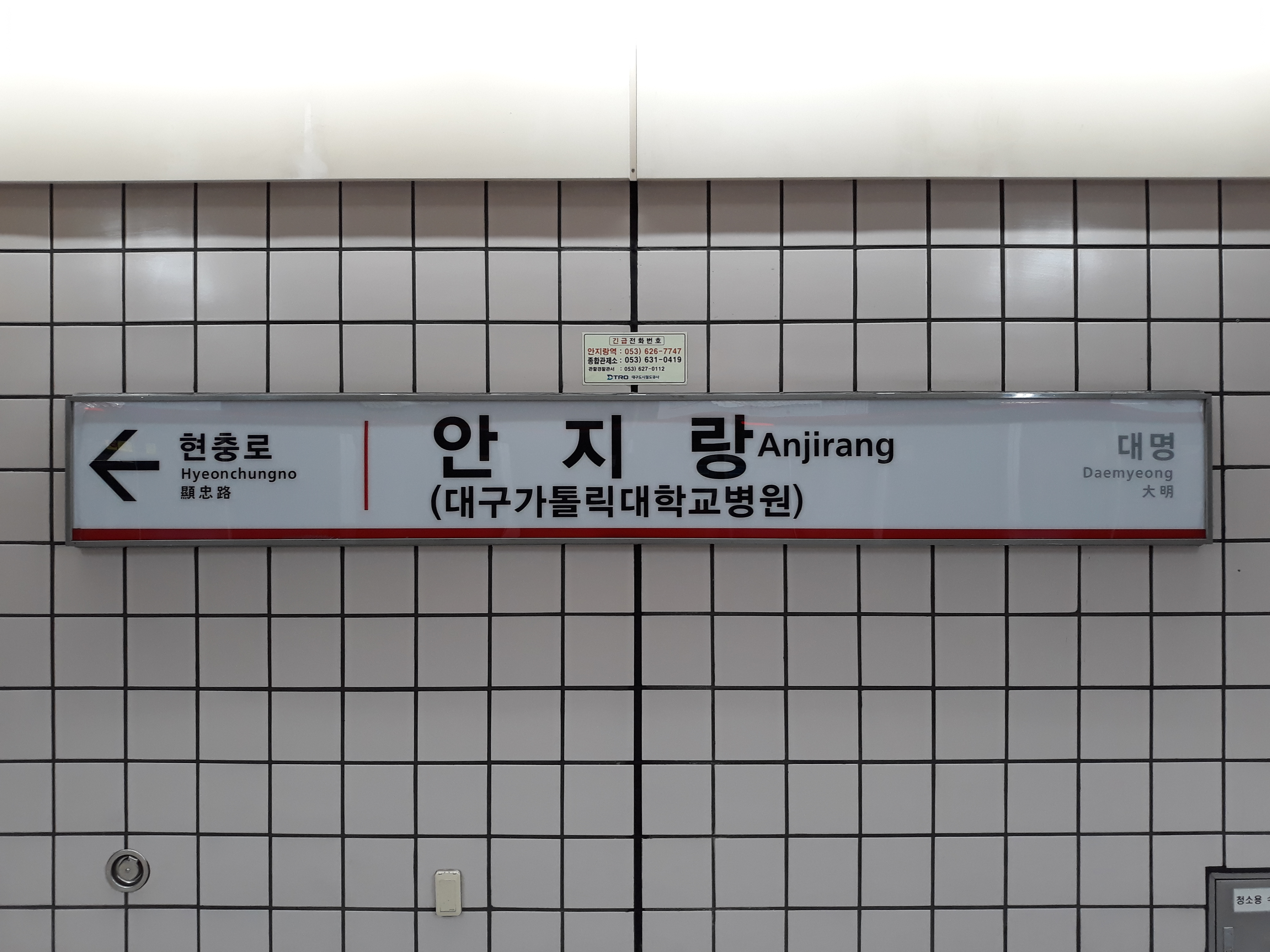
駅名標

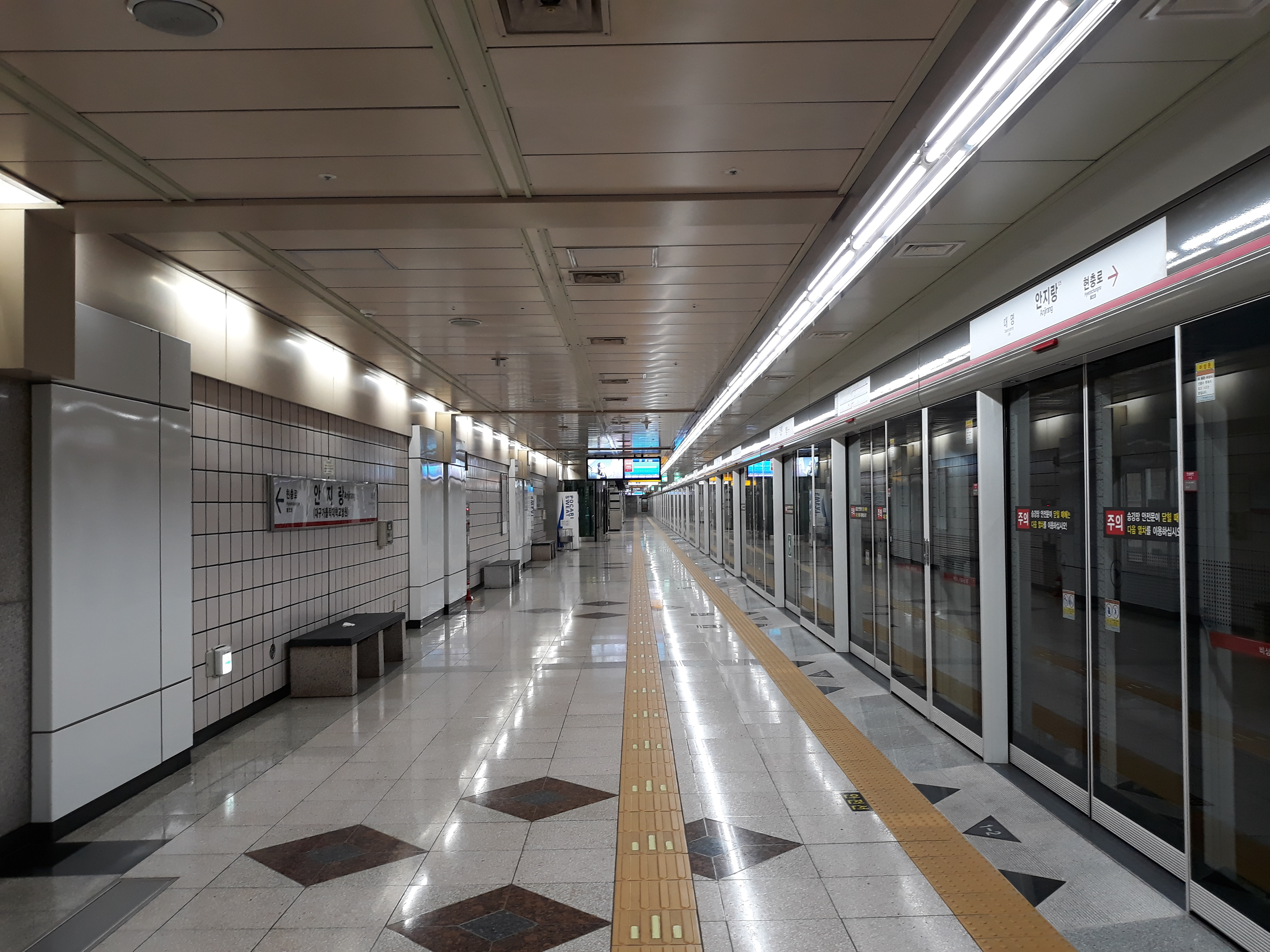
ホーム

## 概要
副駅名は「大邱カトリック病院」であり、4番出口に出て大邱カトリック病院へ行く循環バスに乗り換えることができ、車内放送でも放送される。また、前山公園方面へ行くバスも多く運行されている。駅名の由来は駅周辺の地名から。

## 駅構造
相対式ホーム2面2線の地下駅。
のりば
| ●1号線 | 大明・舌化椧谷方面                 |
| ●1号線 | 顕忠路・大邱駅・東大邱駅・安心方面 |

## 駅周辺
- ホームプラス南大邱店
- 大邱カトリック大学校病院
- 農協大明洞支店

## 歴史
- 1997年11月26日 - 開業。
- 2017年3月18日‐ホームドア設置。

## 隣の駅
大邱交通公社
●1号線
大明駅（124） - アンジラン駅（125） - 顕忠路駅（126）